# Dasylophia lupia
Dasylophia lupia är en fjärilsart som beskrevs av Druce 1887. Dasylophia lupia ingår i släktet Dasylophia och familjen tandspinnare. Inga underarter finns listade i Catalogue of Life.